# Rocade de Metz
La rocade de Metz est la ceinture périphérique qui permet de contourner la ville de Metz et sa proche banlieue.

## Structure
La rocade de Metz est assurée par l'A4 (Strasbourg-Paris) entre l'A31 (Beaune-Luxembourg) à Argancy et Metz-est (partie Nord), et l'A315 et la RN431 entre Metz-est et Fey (partie Sud). Cette dernière section, inaugurée en décembre 2004,  relie Fey à Metz-est en desservant Marly, Metz-Magny, la route de Strasbourg (RD955), Grigy, le Technopôle, la Grange-aux-Bois et Borny, pour se fondre dans l'A4 en direction de Paris/Luxembourg (par A315), ou Sarrebruck / Strasbourg (par A314).
Des ralentissements aux heures de pointe se font entre la  35 et la  38.

## Itinéraire

### Rocade Ouest (A31)[3]
- Moselle (57) - A31
- De la sortie 30 à l'A4 : section gratuite non-concédée gérée par la DIR Est.
  - A31 E21 E23
  -  29  (Féy) N431 : Villes desservies :  A4 (Strasbourg, Saarbrücken [D]), Lac de Madine, Pagny-sur-Moselle, Metz-est, Marly
  -  30/30a  (Jouy-aux-Arches) D657 (57) : Villes desservies : Ars-sur-Moselle, Jouy-aux-Arches, Zone Actisud, Zone Actisud - Augny-Jouy +   30b  (Marly) D657 (57) : Villes desservies : Marly, Zone Actisud - Moulins (quart-échangeur)
  -  31  (Moulins-lès-Metz) : Villes desservies : Charleville-Mézières, Verdun, Briey, Ars-sur-Moselle, Montigny-lès-Metz, Moulins-lès-Metz
    - Vitesse : 90 km/h  (sens Beaune > Luxembourg)

  -  32  (Metz-centre) : Villes desservies : Metz-centre, Metz-Technopôle, Centre - Gare, Montigny-lès-Metz
    - Pont sur la Moselle
    - Vitesse : 90 km/h  (sens Beaune > Luxembourg)

  -  33  (Metz-nord) : Villes desservies : Strasbourg, Saarbrücken [D], Woippy, Metz-nord, Pontiffroy, Zones industrielles
  -  34  (La Maxe) : Villes desservies : La Maxe, Woippy, Port de Metz +  Aire de service : La Maxe (sens Beaune > Luxembourg) +  Vitesse : 110 km/h  (sens Luxembourg > Beaune)
    - Aire de service : Saint-Rémy (sens Luxembourg > Beaune)

  -  Échangeur entre A4 et A31  : Paris    | Reims    | Verdun    | Amnéville | Waligator Lorraine || Longwy | Luxembourg | Thionville E25 E50
  - A31 E21 E23

### Rocade Nord-Est (A4 et A315)[3]
- Moselle (57) - A4
- De l'A31 à l'A315 ; section gratuite concédée à la Sanef.
  - A4 E25 E50
    - Pont sur le canal des Mines de la Moselle
    - Pont sur la Moselle

  -  37  (Argancy) : Villes desservies : Ennery, Argancy
    - Aire de repos : La Crouée (sens Paris > Strasbourg)
    - Aire de repos : Charly-Oradour (sens Strasbourg > Paris)

  -  Échangeur entre A315 et A4  : Strasbourg | Sarrebrücken [D] | Saint-Avold (demi-échangeur)
  - A4 E25 E50

- Moselle (57) - A315
- De l'A4 à la RN431 ; section gratuite concédée à la Sanef.
  - A315
  -  Échangeur entre A314 et A315  : Strasbourg    | Sarrebrücken [D]    | Boulay-Moselle    | Saint-Avold    || Metz-centre | Metz-Borny | Metz-Vallières (trois-quarts-échangeur)
  -    (Actipôle Metz - Borny) D603 : Villes desservies : Metz-centre, Courcelles-Chaussy, Metz-Vallières, Actipôle Metz - Borny (demi-échangeur)
  - A315

### Rocade Sud-Est (RN431)[3]
- Moselle (57) - N431
- De l'A315 à l'A31 : section gratuite non-concédée (2x2 voies sur 15 km) gérée par la DIR Est.
  - N431
  -    : Villes desservies : Accès la voie express en direction de Lauvallières uniquement. (quart-échangeur)
  -  D4  (Z.I. Metz-Borny) : Villes desservies : Sarrebrücken [D] par RD, Metz-Technopôle, Metz-Actipôle
  -    (La Grange aux Bois) D999 : Villes desservies : La Grange aux Bois, Centre Foires et des Congrès (demi-échangeur)
  -    (Grigy) D955 : Villes desservies : Strasbourg par RD, Château-Salins, Morhange, Metz-Grigy,  Lorraine, Centre Foire et Congrès
  -  D155B  (Peltre) : Villes desservies : Peltre (demi-échangeur)
  -    (Pouilly) D913 : Villes desservies : Verny, Marly, Metz-Magny
    - Vitesse : 110 km/h  (sens Féy - Lauvallières)

  -  D5  (Marly) : Villes desservies : Montigny-lès-Metz, Marly, Cuvry
  -  (Féy) :  A31 E21 E23   29  Metz
  -  (Féy) :  A31 E21 E23   29  Nancy, Pont-à-Mousson
  - N431